# Tooth and Claw
"Tooth and Claw" (intitulado "Dente e Garra" no Brasil) é o segundo episódio da segunda temporada da série de ficção científica britânica Doctor Who, transmitido originalmente através da BBC One em 22 de abril de 2006. Foi escrito pelo showrunner Russell T Davies e dirigido por Euros Lyn.
O episódio se passa na Escócia em 1879. Nele, um grupo de monges guerreiros pretende usar um lobisomem alienígena (Tom Smith) para assumir o controle do Império Britânico e iniciar um "Império do Lobo", transformando a Rainha Vitória (Pauline Collins) em um lobisomem.

## Enredo
O Doutor e Rose desembarcam nas charnecas escocesas em 1879. Eles encontram uma carruagem que transporta a Rainha Vitória, que foi forçada a viajar por estradas até o Castelo de Balmoral porque uma árvore caída bloqueou a linha de trem para Aberdeen, que se teme ser um potencial tentativa de assassinato. O Doutor se apresenta como protetor da Rainha, e ele e Rose se juntam a ela enquanto viajam para a mansão Torchwood, uma das favoritas de seu falecido marido, o Príncipe Albert, para passar a noite. O grupo real não sabe que a propriedade foi capturada por um grupo de monges liderados pelo Padre Angelo, forçando o seu dono, Sir Robert MacLeish, a participar no seu estratagema enquanto tomam o lugar dos servos e guardas da casa. Os monges, tendo providenciado para que a árvore caída obrigasse a Rainha a ir para a mansão, trouxeram um homem que se transforma em lobisomem, na esperança de passar sua natureza para a Rainha e criar um novo "Império do Lobo".

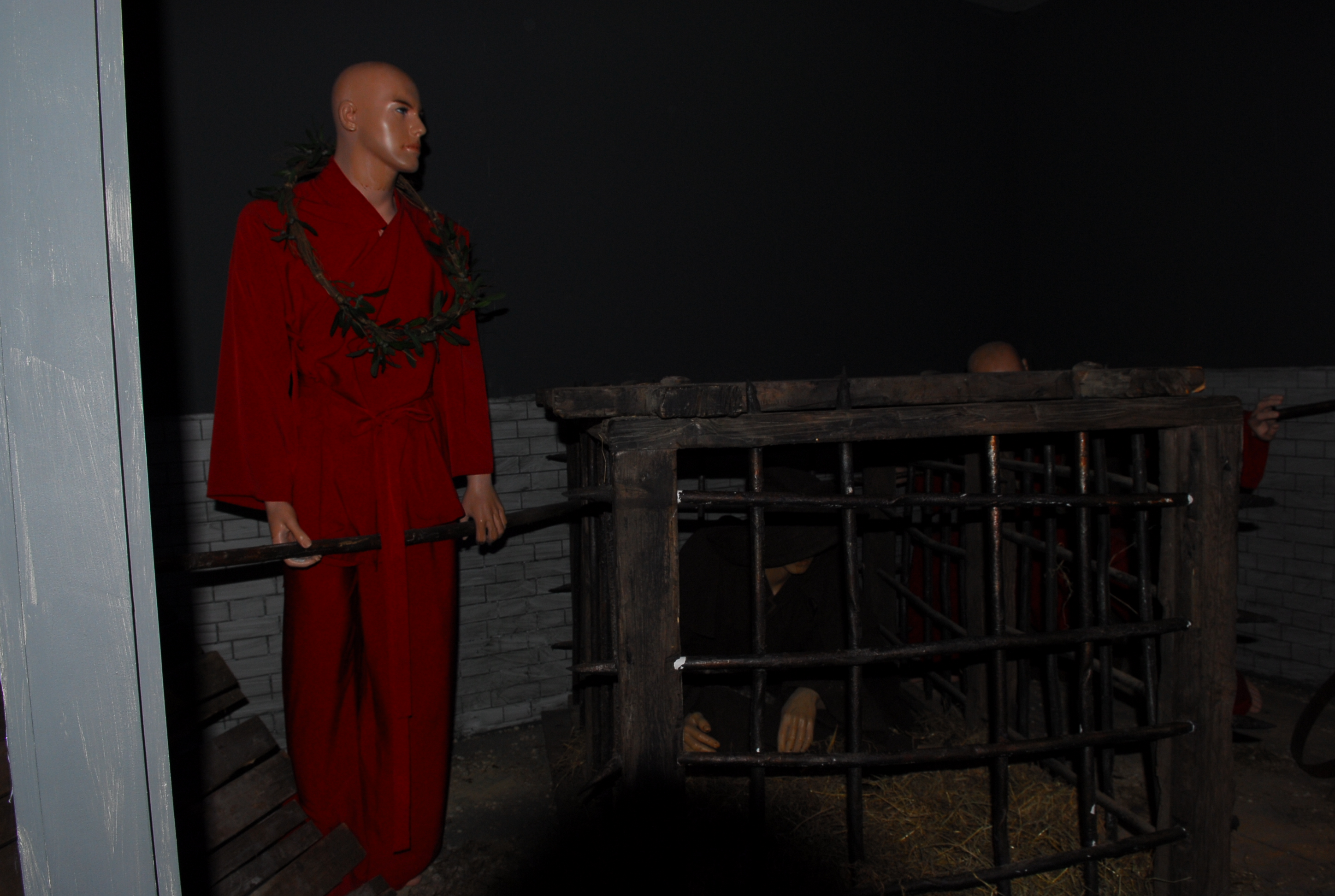
O traje e a jaula do lobisomem, em exibição na Doctor Who Experience

O Doutor logo percebe a armadilha em que caíram e ajuda a salvar Rose, a Rainha e Sir Robert dos homens do Padre Angelo e do lobisomem, abrigando-se na biblioteca da propriedade, sua madeira revestida com óleo de visco para evitar a fera. Eles estudam a biblioteca e descobrem evidências coletadas pelo pai de Sir Robert, um polímata, e pelo Príncipe Albert, que indicam que o lobisomem é um ser alienígena que caiu na Terra e habitou várias gerações de hospedeiros. O Doutor também percebe que a propriedade foi projetada como uma armadilha para a criatura, pois com o uso de seu estranho telescópio junto com o diamante Koh-i-Noor da Rainha, lapidado pelo Príncipe Albert, eles podem destruir a forma de vida alienígena.
Sir Robert se sacrifica para permitir que o Doutor, Rose e a Rainha preparem o telescópio no observatório. Eles são capazes de prender e matar a fera sob a luz concentrada da lua cheia coletada pelo diamante. No dia seguinte, a Rainha concede o título de cavaleiro ao Doutor e à Rose antes de bani-los do Império Britânico. Em homenagem ao sacrifício de Sir Robert e à engenhosidade de seu pai, ela ordena a criação do Instituto Torchwood para ajudar a defender a Grã-Bretanha de novos ataques alienígenas, declarando que "se o Doutor retornar, então ele deve tomar cuidado, porque Torchwood estará esperando".

### Continuidade
O Doutor se apresenta como "James McCrimmon". Jamie McCrimmon (Frazer Hines) é um jovem gaiteiro escocês do século XVIII que viajou com o Segundo Doutor.

## Produção
As filmagens ocorreram entre 26 de setembro e 27 de outubro de 2005. Na cena em que o Doutor e Rose encontram os guardas da Rainha, o Doutor adota um sotaque escocês, que é uma referência à herança do ator David Tennant. Michelle Duncan e Jamie Sives não puderam comparecer à leitura de roteiro desta história, e suas partes foram lidas pelos pais de Tennant, que por acaso estavam visitando o set de Doctor Who. Tennant disse aos repórteres no lançamento da temporada para a imprensa: "Como se passa na Escócia, eles ficaram maravilhados com o convite para fazer a leitura. Minha mãe interpretou Lady Isobel e meu pai interpretou o Capitão Reynolds e eles estavam no sétimo céu. E eles ficaram genuinamente irritados quando não foram convidados a interpretar os papéis de verdade! Eu pensei, "Calma, mamãe e papai, voltem para sua caixa!"
Treowen House em Dingestow, País de Gales, foi um dos locais de filmagem deste episódio, representando a mansão Torchwood nas Terras Altas da Escócia.. As tomadas externas foram filmadas no Castelo Craig-y-Nos, em Swansea Valley. A cena da luta dos monges foi filmada em um pátio em Dyffryn Gardens, St Nicholas.
A certa altura das filmagens, o cabelo de Billie Piper pegou fogo. Entrevistado no Doctor Who Confidential, o diretor Euros Lyn disse que vários filmes de artes marciais foram vistos na pesquisa da sequência de luta na abertura, incluindo Crouching Tiger, Hidden Dragon.
O lobisomem nesta história foi gerado por computador. Pauline Collins afirmou em um comunicado de imprensa da BBC que havia dois artistas performáticos que demonstraram os movimentos que o lobisomem faria e falaram sobre os problemas de exagerar em uma situação em que alguém estava simplesmente reagindo a uma tela verde.